# O Dicionário do Diabo
O Dicionário do Diabo é um léxico satírico escrito pelo jornalista americano Ambrose Bierce, consistindo de palavras comuns seguidas de definições humorísticas e satíricas. O léxico foi escrito ao longo de três décadas como uma série de parcelas para revistas e jornais. As definições espirituosas de Bierce foram imitadas e plagiadas por anos antes de ele as reunir em livros, primeiro como The Cynic's Word Book em 1906 e depois em uma versão mais completa como The Devil's Dictionary em 1911.
A recepção inicial das versões do livro foi mista. Nas décadas seguintes, no entanto, a estatura do Dicionário do Diabo cresceu. Foi amplamente citado, frequentemente traduzido e muitas vezes imitado, ganhando uma reputação global. Na década de 1970, o Dicionário do Diabo foi nomeado como uma das "100 Maiores Obras-Primas da Literatura Americana" pela Administração do Bicentenário da Revolução Americana. Foi chamado de "muito irreverente", e o colunista do Wall Street Journal, Jason Zweig, disse em uma entrevista que The Devil's Dictionary é "provavelmente a obra de sátira mais brilhante escrita na América. E talvez um dos maiores de toda a literatura mundial."